# 理性の眠りは怪物を生む
『理性の眠りは怪物を生む』（りせいのねむりはかいぶつをうむ、西: El sueño de la razon produce monstruos, 英: The Sleep of Reason Produces Monsters）は、フランシスコ・デ・ゴヤが1797年から1799年に制作した銅版画である。エッチング。80点の銅版画で構成された版画集《ロス・カプリーチョス》（Los Caprichos, 「気まぐれ」の意）の第43番として描かれた。《ロス・カプリーチョス》中、最も有名かつ最重要の作品で、眠るゴヤ自身が夢の中で様々な悪徳を象徴する動物たちに囲まれる姿を描いている。しかしその図像は難解で様々な解釈が行われている。
2点の準備素描が知られており、いずれもマドリードのプラド美術館に所蔵されている。そのうち1点は《ロス・カプリーチョス》の初期構想である素描集《夢》に第1番「普遍的言語」（Ydioma universal）として含まれている。また現存する唯一の試し刷りがボストン美術館に所蔵されている。

## 作品
ゴヤは机に覆いかぶさり腕の中に顔をうずめて眠る自分自身の姿を描いている。つまり画面に描かれている男性像はゴヤの全身肖像画である。机の上には広げられた紙とチョークホルダーが置かれていることから、どうやら作業中に疲れて眠ってしまったようだ。暗闇の中を夜の象徴である多くのコウモリやフクロウが飛翔している。ゴヤの周囲にはたくさんのフクロウがとまり、その中の1羽はまるでゴヤに作業を続けるよう促すかのようにチョークホルダーをつかんで差し出している。後方の床の上には視覚と知性の鋭敏さを象徴する1匹のオオヤマネコが寝そべって、じっとゴヤを見つめる一方、フクロウたちの間で夜と悪を象徴する1匹の黒猫が眼光を鑑賞者に向けている。画面全体が暗闇に包まれている中で、ゴヤの頭と両肩、背中、腰、そしてその周囲にとまったフクロウたちに強い光が当てられている。これらの夜行性の動物たちは眠るゴヤを支配したと信じているが、もし本当にそうであるならば、ゴヤはこれらの動物たちが象徴する悪徳や虚偽を紙に描き起こすことは出来ないであろう。オオヤマネコは大きな目を見開てゴヤの方を注意深く見つめ、強い光によってゴヤが目覚めるかもしれないと警戒し続けている。
机の側面はまるで石碑であるかのように斬新かつ奇抜な題名「理性の眠りは怪物を生む」（El sueño de la razon produce monstruos）が4行に分けて記されている。この題名は輪郭がはっきりしない消えそうな文字で記されており、描かれた場面が夢の中の出来事であることを示している。

### 版画集の構想との関係

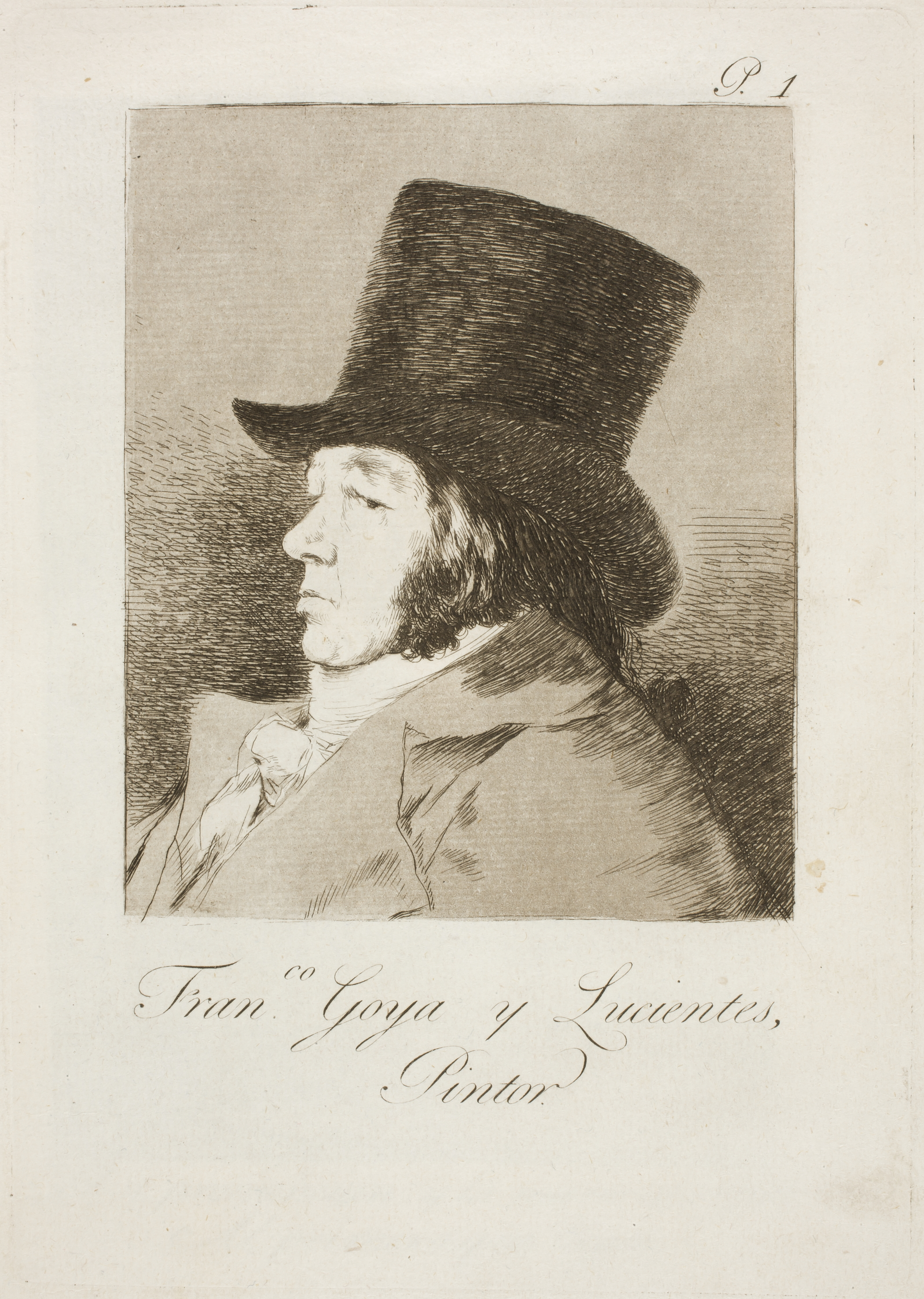
《ロス・カプリーチョス》第1番「画家フランシスコ・デ・ゴヤ・イ・ルシエンテス」。

「理性の眠りは怪物を生む」は《ロス・カプリーチョス》中、最重要の作品であるとともに《ロス・カプリーチョス》の基本的な構想を表明した作品である。それは《ロス・カプリーチョス》の初期構想である《夢》に、本作品の原型となった習作素描「普遍的言語」（Ydioma universal）を第1番（すなわち扉絵）として配置していることからうかがえる。そしてその基本的な構想は第1番「普遍的言語」の下部の余白に述べている。

作者は夢を見ている。彼の唯一の目的は、諸々の有害で俗悪な因習を追放し、このカプリーチョス（気まぐれ）による作品によって真理の確固たる証を不滅にすることである。

同様の考えは1799年2月6日付の『ディアリオ・デ・マドリード』に掲載された《ロス・カプリーチョス》の販売広告でも明らかにしている。

すべての市民社会に共通して見られる数多くの常識はずれなことや、慣習、無知、あるいは利己主義などの故に一般に認められている愚劣な嘘や偏見などの中から、最も嘲笑の対象に適すると共に、作者の空想力を練るのに適したテーマを選び出して制作した。

### 解釈
題名に含まれる単語「スエーニョ」（sueño）は「眠り」と「夢」の2つの意味がある。それゆえゴヤの時代から本作品について複数の解釈がされてきた。プラド美術館所蔵の手稿では「理性から見捨てられた空想は怪物を生む。そして、その空想は理性と結びつけば、諸芸術の母となる」と注釈されている。ロペス・デ・アラヤ（López de Ayala） の手稿でも同様のことが述べられている。
アルカラ・フレチャ（Alcalá Flecha, 1988年）は「理性の眠りは怪物を生む」について3つの解釈を提示している。1つ目の解釈は闇を撃退することで真実の光をあまねく広げ、無知や人間の過ちや悪徳を追放する理性の力の中に啓蒙主義への信頼を明示しているというもので、無知蒙昧を払いのける理性に対するゴヤの確固たる信念を強調している。2つ目の解釈は、芸術家は相反する原理である理性と空想を組み合わせる方法を知らなければならないとされた新古典主義の芸術批評に基づく美的原理の表現と見なしている。なぜなら理性を欠いて行き過ぎた空想をしてしまうと不合理な怪物しか生み出さないため、芸術家はそうならないよう空想を理性で抑制しなければならない。3つ目の解釈は、啓蒙主義の時代に理性が取り返しがつかないほどに失敗したことを苦々しく表現したものであるとしている。この解釈によると「理性の眠りは怪物を生む」は光と闇の戦いで闇が勝利して、秩序ある世界は屈服し、今では悪徳を象徴する動物の住処になっていることを表している。

## 典拠

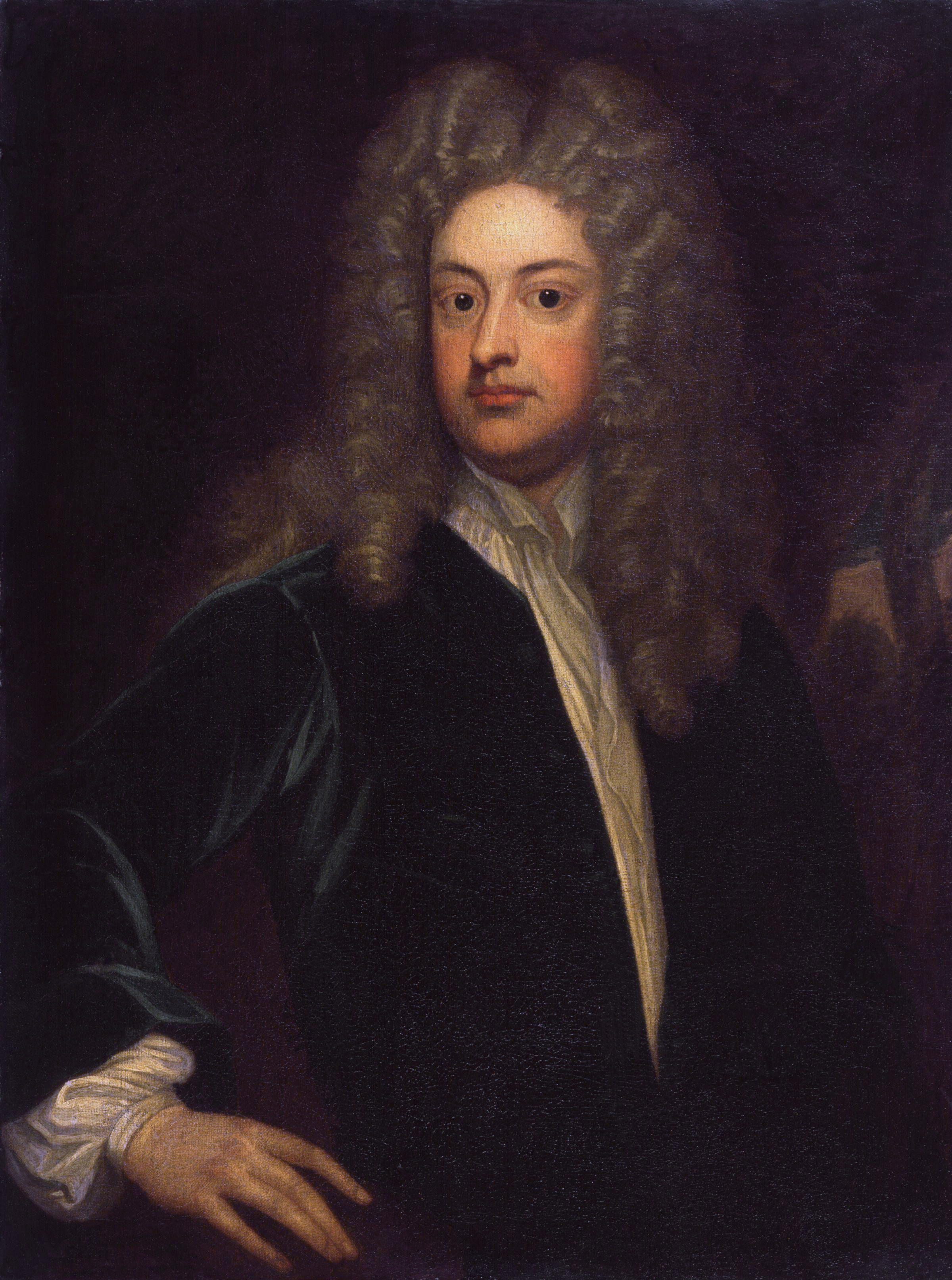
『ジョゼフ・アディソンの肖像』。ナショナル・ポートレート・ギャラリー所蔵。

「理性の眠りは怪物を生む」という斬新かつ奇抜な題名についてはいくつかの典拠が指摘されている。美術史家ホセ・ロベス＝レイはこの点についてイギリスの新聞『スペクテイター』（The Spectator）に1712年6月から7月にかけて連載されたジョゼフ・アディソンのエッセイ「想像の歓びについて」（On Pleasure of Imagination）を挙げている。このうち7月3日に掲載された箇所でジョゼフ・アディソンは次のように述べている。

頭脳が何かの事故で傷つけられたとき、あるいは精神が夢や病によって乱されたとき、空想の世界は野蛮で恐ろしい考えに躁躍され、その枠から出て来た無数のぞっとするような怪物たちによって脅かされる。

このエッセイのスペイン語訳がゴヤの友人であるホセ・ルイス・ムナリスによって発表されたのは《ロス・カプリーチョス》の発売から5年後の1804年のことである。しかしこの時期に親交のあった詩人フアン・メレンデス・バルデースの1782年に作成された蔵書目録に『スペクテイター』の名前が確認できるため、ゴヤがムナリスの翻訳以前にジョゼフ・アディソンのエッセイを知ることはできたと考えられる。

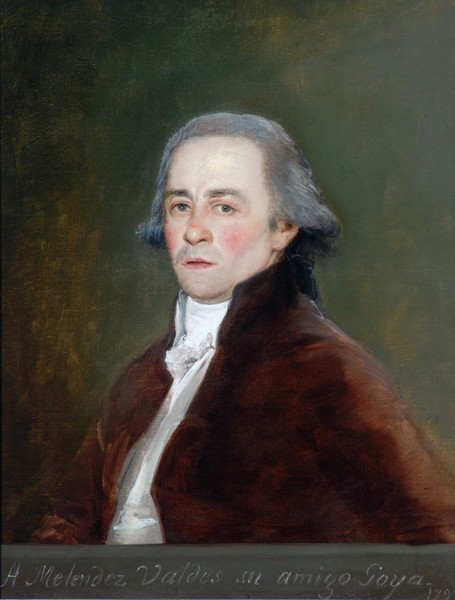
ゴヤの『フアン・メレンデス・バルデースの肖像』。1797年。ボウズ美術館所蔵。

またジョージ・レヴィティン（George Levitine）はフアン・メレンデス・バルデースの「憂愁のひと、ホビーノに捧ぐ」（AJovino, el melancólico）と題された詩を挙げている。

･･････すべては、ことごとく
不幸に変わった。私の悲しげなミューズの女神よ、
私のまなごは涙しか知らず、
私の多感な胸は苦しみしか知らない。
暗澹たる憂鬱がこの胸の中に
戦陳の王座をうち立てた。
その館を築いたのは
執拗に付きまとう苦悩、呻吟、焦慮、苦い情恨。
これと棲み家を共にするのは
掻き乱された理性が、不幸な精神錯乱の中に生み落した
ありとあらゆる怪物たち。

ここでいうホビーノとは哲学者ガスパール・メルチョール・デ・ホベリャーノスのペンネームである。この詩が『心の哀歌』（Elegías mcrales）として発表されたのは、ちょうどゴヤが本作品を制作していた1797年である。この時期にメレンデス・バルデースはゴヤに数篇の詩を捧げ、ゴヤもまた1797年に彼の肖像画を制作している。したがってゴヤがこの詩を目にしたことは大いに考えられる。実際、詩に見られる苦悩や精神錯乱といった要素は初期の準備素描に見ることができる。

## 図像の変遷

### 初期の習作素描

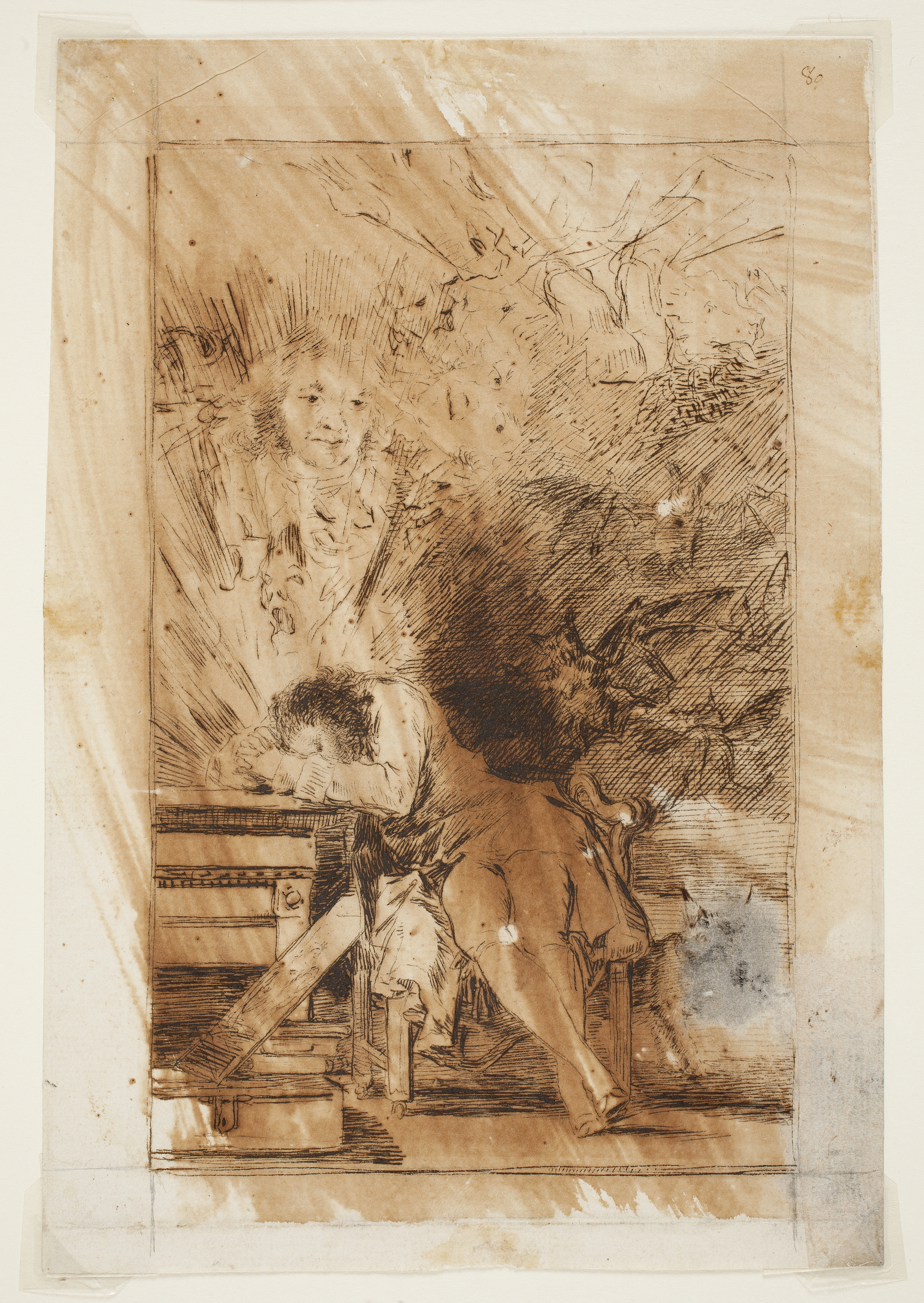
初期の習作素描。プラド美術館所蔵。

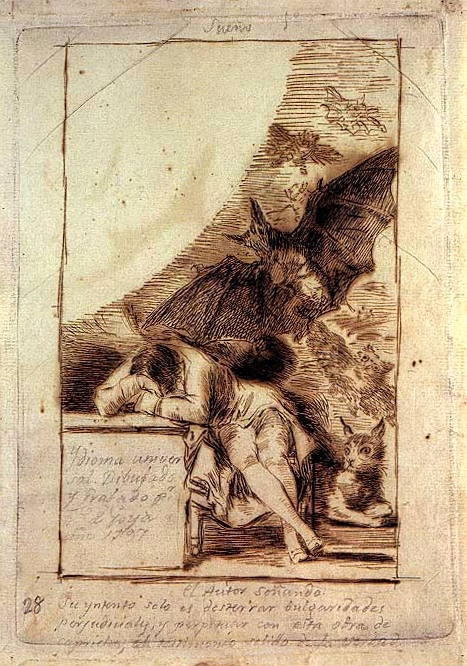
《夢》第1番「普遍的言語」。プラド美術館所蔵。

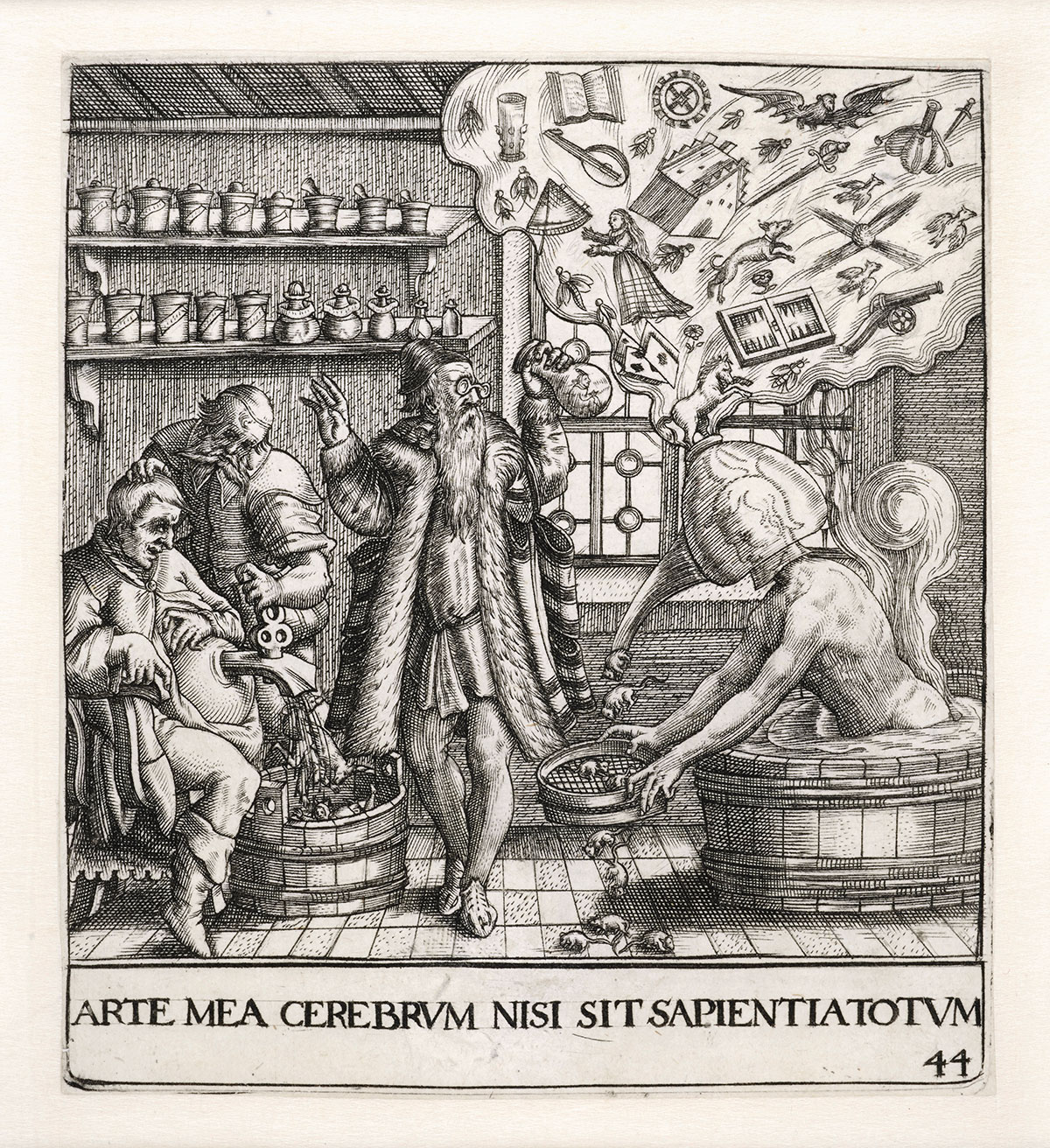
ヨハン・テオドール・ブリー『人生劇場』の「愚者たちの医者」。

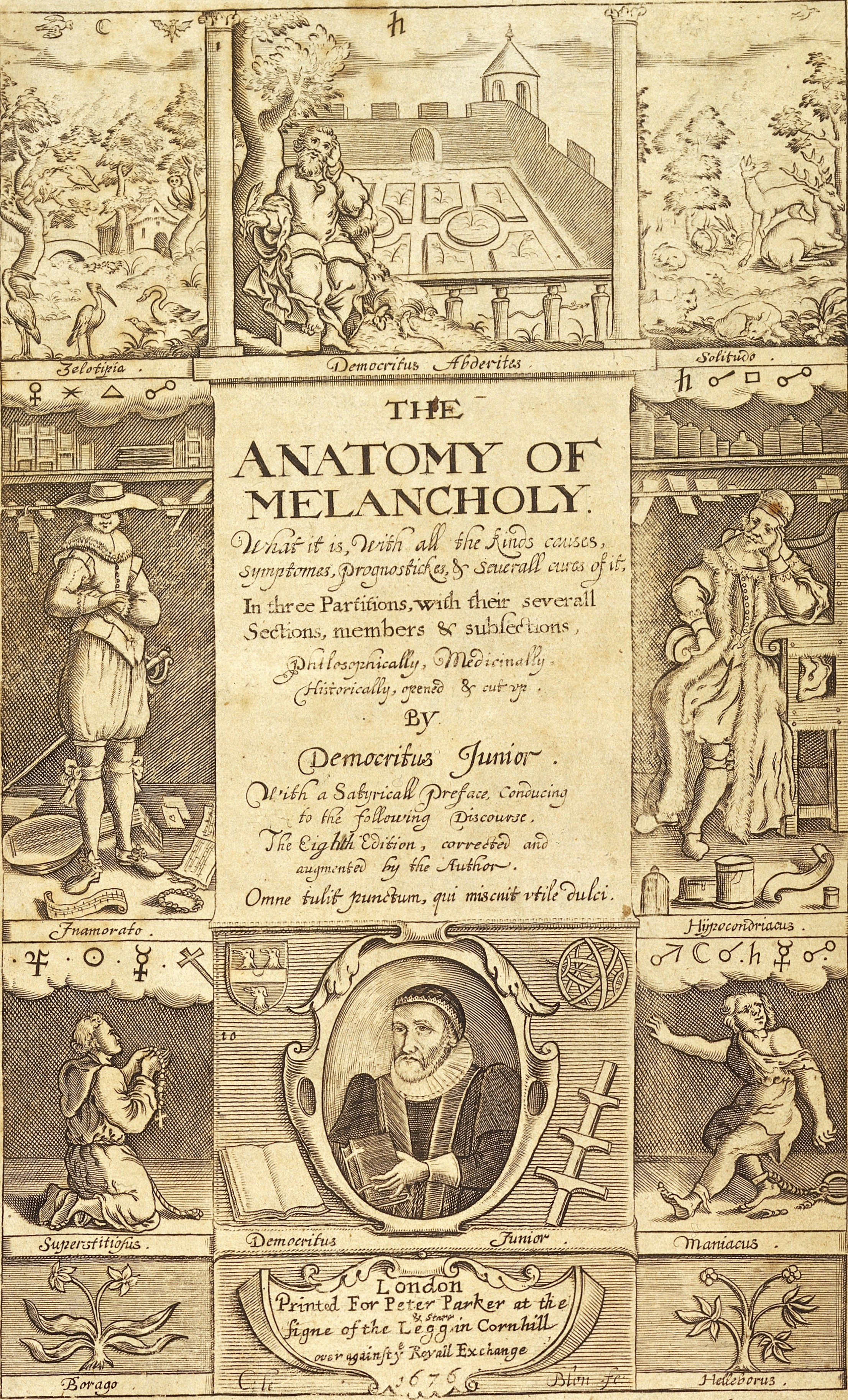
ロバート・バートン『メランコリーの解剖』の扉絵。

本作品は2点の準備素描が知られているため、図像の変遷は完成作に至るまでに3段階あったことが確認される。すなわち、初期の習作素描、《夢》第1番「普遍的言語」、完成作「理性の眠りは怪物を生む」の3段階である。構図の中心である机に伏して眠る自画像に確認できる変化は小さいものの、彼を取り巻く周囲の描写には大きな変化が確認できる。
初期の習作素描の最大の特徴は、燃え盛るような創作意欲が、頭部から想像力を象徴する光線として発せられ、その中にゴヤ自身の顔が複数見られるほか、幽霊のごとき顔、頷きながら笑う顔、歯をむき出して笑う横顔、犬、馬ないしロバの頭や脚など、得体の知れないものが散乱して混ざり合っている。その様子はさながら彼の悪夢が形を得て飛び出してきたかのようであり、その後方では複数のコウモリが飛翔するのが見える。その一方で画面左上部からは芸術家の霊感を表す光が降り注いでいるように見える。机のそばには書物が積まれ、絵画らしきものが立てかけられ、後方の床には最終版まで残るオオヤマネコの姿が薄っすらと確認できる。

### 「普遍的言語」
《夢》第1番「普遍的言語」はこれに大きな変化が加えられる。頭部から発せられていた光線は降り注ぐ光と一体化し、完全な半円形の光となっている。この変化は画家自身の描写と対応している。最初の習作素描ではゴヤのぼさぼさの髪が目立ち、また両手を祈るように組んでおり、悪夢に苦しんでいるように見えたが、「普遍的言語」では落ち着いて眠っているように見える。フクロウやコウモリ、オオヤマネコといった夜の動物たちの姿が明瞭に描かれたが、彼らの姿は半円形の光から排除され、明確に画面中央から右側に配置されている。しかしながら、その活動領域は大幅に拡大している。机のそばに置かれていた様々なものは取り除かれ、机の側面に「フランシスコ・デ・ゴヤが刻んだ普遍的言語、1797年」と題辞が記されている。

### 「理性の眠りは怪物を生む」
完成作「理性の眠りは怪物を生む」では半円形の光が除去され、画面全体が暗闇に包まれる一方、ゴヤの自画像やフクロウたちに光が当てられている。フクロウの間に黒猫が追加されたほか、また背景に小さなコウモリが追加され、いずこから飛来するという深い奥行きがある空間性を表現している。

## 図像的源泉

### 机に伏して眠る男

#### 『夢の中のアルファペット』
机に伏して眠る姿勢は頬杖をつく姿勢と同様に「メランコリー」を表わす伝統的な図像である。この図像を使用し、本作品に影響を与えた可能性がある作品として、ボローニャの画家ジュゼッペ・マリア・ミテッリの『夢の中のアルファベット 素描のための範例』（Alfabeto in Sogno. Esemplare per Disegnare, 1683年）の扉絵が挙げられる（ニューヨーク公共図書館所蔵の同書扉絵）。これは1970年にハンブルク美術館の版画素描部長ハンナ・ホール（Hanna Hohl）によって指摘された。この扉絵では台にもたれかかようにして眠る人物が描かれており、ゴヤの図像と多少の違いはあるものの全体的に類似している。また扉絵では床の上にパレットや彫像を配置することで人物が画家であることを暗示しているが、習作素描でも机の手前に絵画を立てかけることで机に伏した人物が画家であることを示している。芸術家の気質がメランコリーであるがゆえに顔を伏すという姿勢をとっていると考えるならば、自画像としての『理性の眠りは怪物を生む』を制作するにあたり、『夢の中のアルファベット』の扉絵は直接的な影響となったと思われる。扉絵の背景には「五感」を表わす5種の感覚器官が描かれているが、その中で男の背中越しに描かれた巨大な眼も注目され、ゴヤが同様の箇所に鋭い瞳の黒猫を描いたことは『夢の中のアルファベット』の影響と思われる。しかも『夢の中のアルファベット』の扉絵の影響は図像上のものだけにとどまらない。《夢》第1番「普遍的言語」が「理性の眠りは怪物を生む」として《ロス・カプリーチョス》第43番に編入される以前は《夢》の扉絵として意図されていた。したがってミテッリがゴヤに与えた影響は《夢》という題名やその構想、さらには芸術観そのものの問題としても考察される必要がある。

#### 『万人の時間と分別ある運勢』
フランシスコ・デ・ケベードの『万人の時間と分別ある運勢』の1699年版の口絵、あるいは1726年の『ケベード全集』（Las obras de D. Francisco de Quevedo Villegas）の挿絵もゴヤの図像に影響を与えたことが指摘されている。

#### 『新版 ルソー全集』
ジャン＝ジャック・ルソーの『新版 ルソー全集』（Œuvres complétes de J. J. Rousseau, Nouvelle Édition，1793年）のシャルル・モネ原画の扉絵もまたゴヤの図像に影響を与えたことが指摘されている図像の1つである。特に『新版ルソー全集』の「哲学」（PHILOSOPHIE）と題された第29巻と第30巻の扉絵で、ボストン美術館の版画素描部長エリノア・アクソン・セイヤーによって指摘され、1974年秋に同美術館で開催された展覧会「変貌するイメージ ゴヤの版画」（The Changing Image：Prints by Francisco Goya）でも参考資料として出品された（サンフランシスコ美術館所蔵の第29巻扉絵と第30巻扉絵）。このうち第30巻扉絵の、右手で頭をかかえる姿勢はメランコリーの図像の変種と見なすことができる。
ただ、両扉絵がゴヤに影響を与えたと仮定すると、そこには図像以上の意味があると考えられる。第29巻扉絵に描かれた執筆中のルソーは、擬人化された悪徳に悩まされながらも、画面左上方の「理想的世界」（MONDE IDEAL）と記された銘帯と「幸福」（BONHEUR）と記された球体の方を見上げ、そこから発する光に包まれている。そして第30巻ではルソーは右手で頭をかかえ、左手で画面右端の聖母子に草稿を差し出しているが、そこには「今なお正義と真実を愛するすべてのフランス人へ」（a tout francais aimant encore la Justice et la vérité）と記され、それが神の眼から発する光によって照らし出されている。これら2枚の扉絵から読みとれるルソーの主張は、ゴヤが《夢》第1番の余白に記したコメントや、《ロス・カプリーチョス》を刊行した際の『ディアリオ・デ・マドリード』に掲載した広告文で明らかにした制作意図と比較できる。
ゴヤは当時のスペインの啓蒙主義の知識人と広く交際していたため『新版 ルソー全集』を知る機会は十分にあった。また第29巻と第30巻の出版はちょうどゴヤが病に臥していた1793年であった。ゴヤは前年の大病で聴力を喪失して以降、宮廷での職務をほとんど果たせず、家に籠っている間に書物に親んだと推測されている。ゴヤはおそらくこのときに『新版 ルソー全集』に触れたと思われる。ゴヤが本作品を《夢》の基本テーマとして扉絵に配置したことは、扉絵の自身とルソーの姿とを重ね合わせていたことを想像させる。 

### 噴出する悪夢
初期の習作素描に描かれたゴヤの頭から噴出している悪夢の世界と同様の表現は、ヨハン・テオドール・ブリー『人生劇場』（Proscenium vitae humanae）の「愚者たちの医者」（Stutom Medicus, 1627年）や、ロバート・バートン『メランコリーの解剖』（The Anatomy of Melancholy, 1621年）の扉絵などに見出される。しかし習作素描の悪夢の世界に描かれた、ゴヤその他の顔や動物たちのモチーフがどこから生まれ、何を意味するかという問題はほとんど解明されていない。

### フクロウ

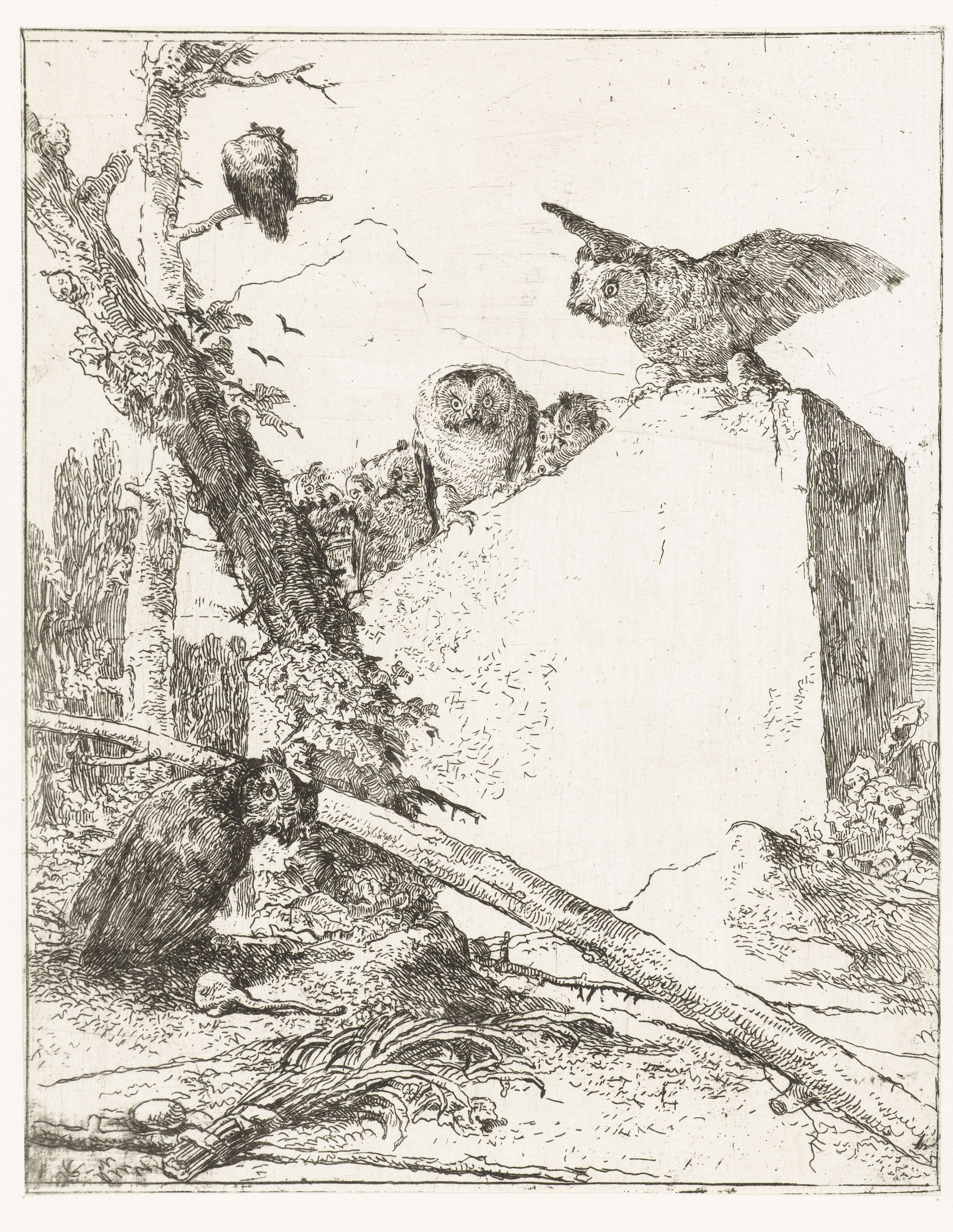
ジョヴァンニ・バッティスタ・ティエポロの版画集『幻想の戯れ』の扉絵。1775年。

ゴヤの後方で大きく翼を拡げているフクロウはジョヴァンニ・バッティスタ・ティエポロの遺作となった1775年の版画集『幻想の戯れ』（Scherzi di Fantasia）の扉絵との関連が指摘されている。ティエポロが描いた題名の刻まれた石碑の上にならぶフクロウの群れは、碑文が記された机の上に伏しているゴヤを見守るフクロウの群れを想わせる。ティエポロはゴヤに種々の影響を及ぼしたが、特に初期の版画技法についてはほとんど決定的な役割を果たしている。そのためゴヤがティエポロの版画集を知悉していたことは間違いない。それゆえ完成作にみる図像の発展はティエポロの版画の影響と見なすのが妥当である。おそらくゴヤは習作素描を描いた段階でティエポロの版画を思い出し、引用したと思われる。  
画面の重要な構成要素のうちフクロウはローマ神話の女神で知恵や学問芸術の守護神ミネルヴァ（ギリシア神話のアテナ）のアトリビュートである。よってフクロウをミネルヴァ女神と使者と見なすならば、冥府の使者であるコウモリに代ってフクロウがゴヤを取り囲み、その中の1羽がゴヤにチョークホルダーを差し出している点は、不合理なるものが後退して理性的なるものが台頭して来たことを象徴していると解釈できる。また同時に、病に倒れて聴覚を喪失し、失意のどん底にあったゴヤに創作活動を再開せよとミネルヴァが命じていると見なすことができよう。
しかしこの解釈は《ロス・カプリーチョス》のフクロウが登場する他の版画と一致していない。エリノア・アクソン・セイヤーが18世紀のスペインではフクロウはむしろ暗愚や邪悪な行為の象徴であったと指摘している通り、第52番「仕立て屋のなせる業」（Lo que puede un Sastre!）、第65番「ママ、どこへ行くの」（Donde vá mamá?）、第68番「美しき女教師」（Linda maestra!）では、フクロウはコウモリと同じく魔女や妖術師の使者として不合理なもの、悪魔的なものを象徴している。一方で巨大なフクロウを描いた第75番「われわれを解き放してくれる者はいないのか」（No hay quien nos desate?）は婚姻関係の断ち難さを寓意的に表した作品で、フクロウは一見理性を装いながら、誤った結婚生活の解消を妨げ、人間の自由を束縛するあらゆる愚かな社会的権威を暗示している。さらに《ロス・カプリーチョス》とほぼ同時期に制作された3点の油彩小品、ラサロ・ガルディアーノ美術館所蔵の『魔女の夜宴』（El aquelarre）と『呪文』（El conjuro）、ボストン美術館所蔵の『真理、時間、歴史』（La Verdad, el Tiempo y la Historia）の準備習作といった作品の背景でもフクロウやコウモリが遠くから鑑賞者に向かって飛来するという本作品と共通する光景が描かれている。ボストン美術館の準備習作では時間の神クロノスに、ラサロ・ガルディアーノ美術館の2作品では魔女や妖術師に召喚されて暗がりの中を飛翔している。このようにゴヤの作品ではフクロウとコウモリはともに同じ役割を与えられている。これに付け加えるならば、本作品の準備習作であった《夢》第1番「普遍的言語」のあとに魔術を主題とする版画が9点ほど続いており、この構成上の配置はゴヤにおけるフクロウの性格をいみじくも象徴している。

## 来歴
プラド美術館所蔵の《ロス・カプリーチョス》の準備素描は、ゴヤの死後、息子フランシスコ・ハビエル・ゴヤ・イ・バエウ（Francisco Javier Goya y Bayeu）、孫のマリアーノ・デ・ゴヤ（Mariano de Goya）に相続された。スペイン女王イサベル2世の宮廷画家で、ゴヤの素描や版画の収集家であったバレンティン・カルデレラは、1861年頃にマリアーノから準備素描を入手した。1880年に所有者が死去すると、甥のマリアーノ・カルデレラ（Mariano Carderera）に相続され、1886年11月12日の王命によりプラド美術館が彼から購入した。

## ギャラリー
関連するゴヤの作品

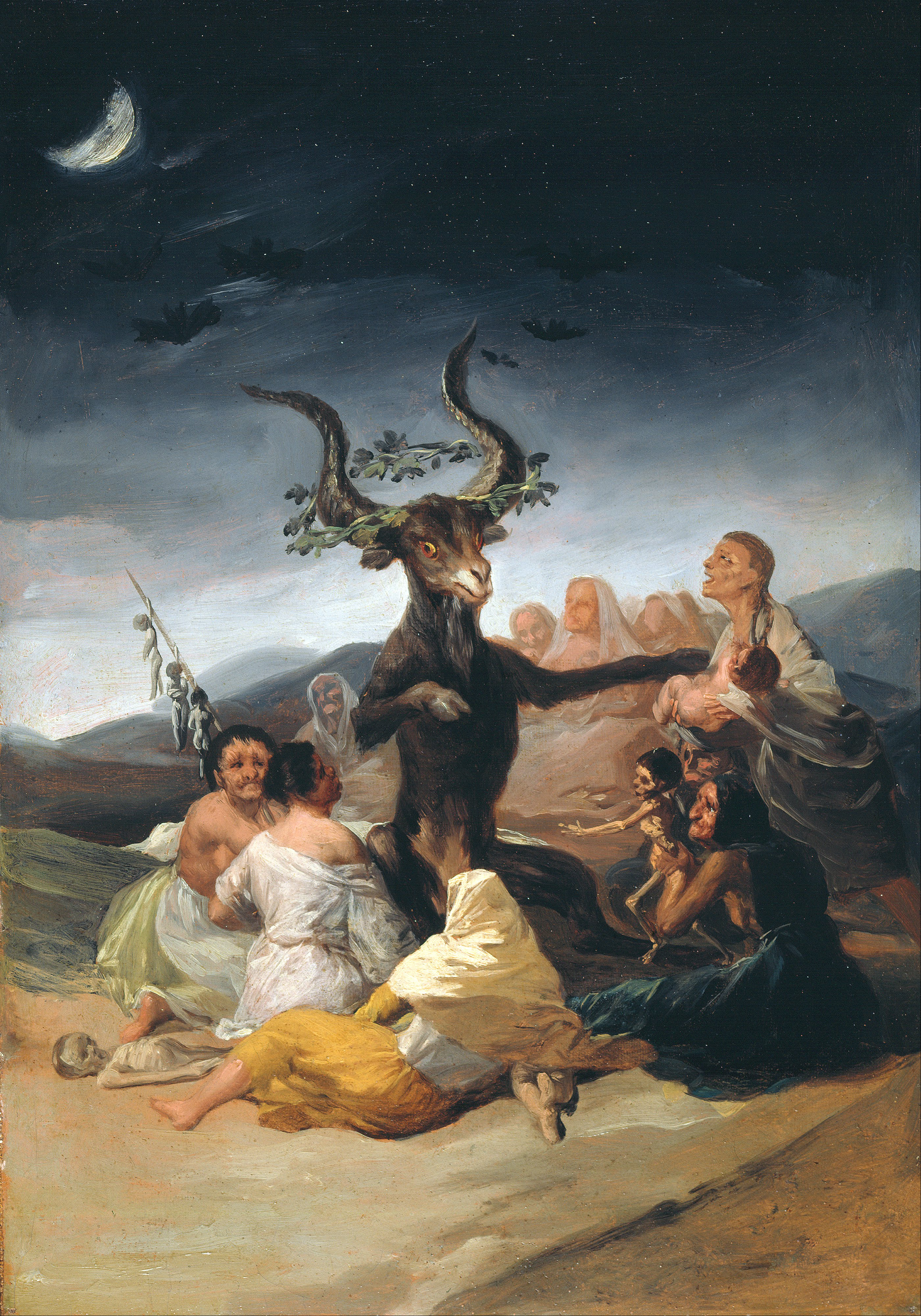
『魔女の夜宴』1789年 ラサロ・ガルディアーノ美術館（英語版）所蔵
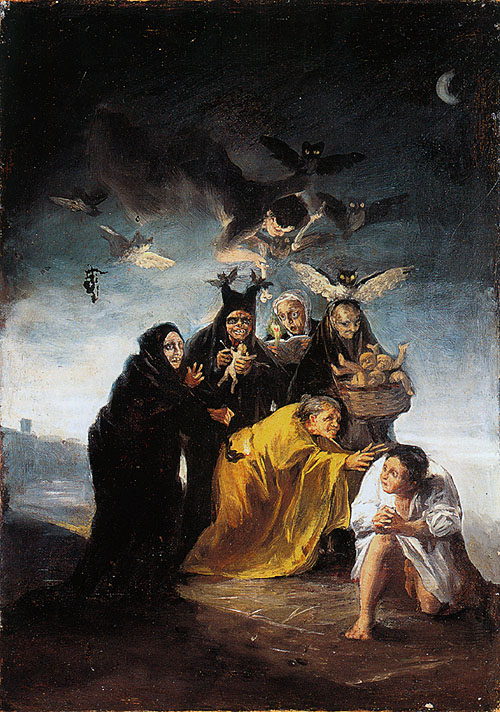
『呪文』1789年 ラサロ・ガルディアーノ美術館所蔵
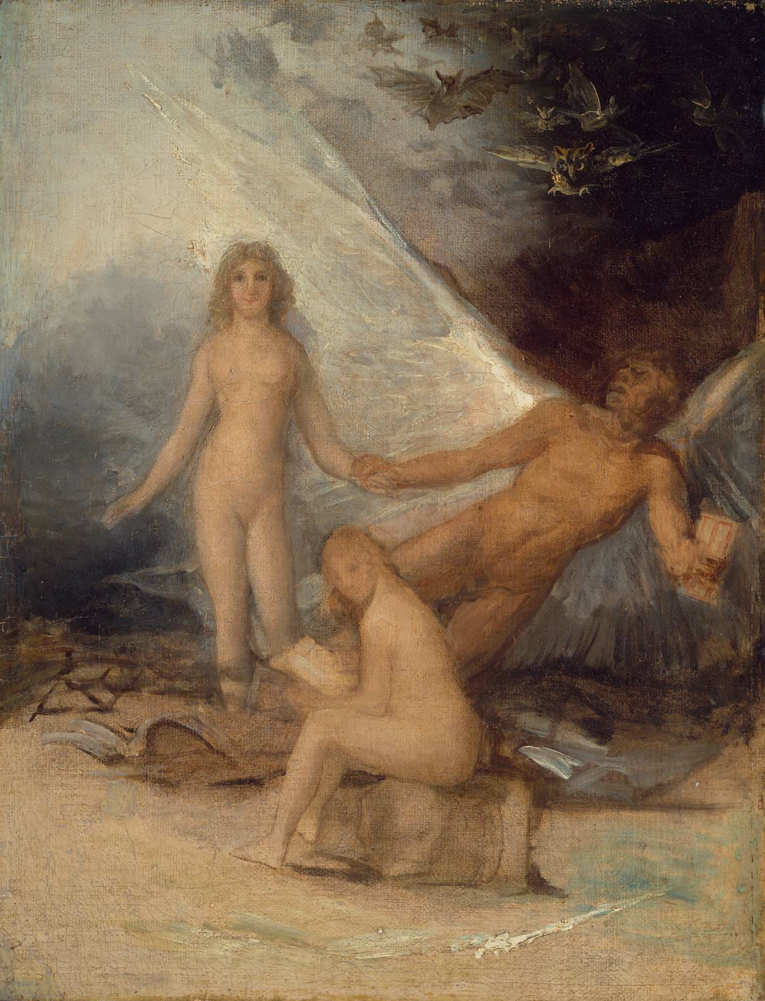
『真理、時間、歴史』の準備習作 1797年から1800年 ボストン美術館所蔵

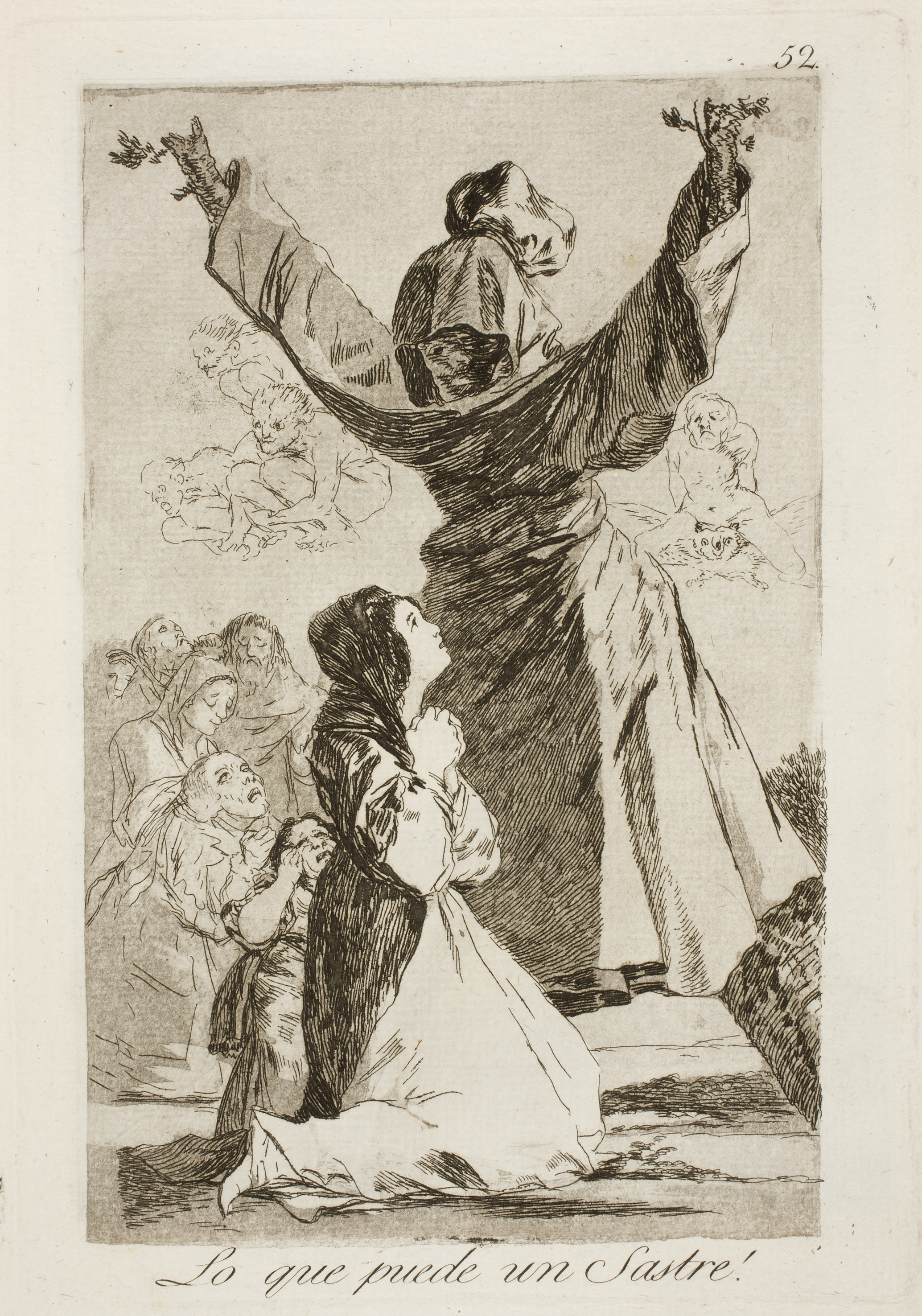
第52番「仕立て屋のなせる業」
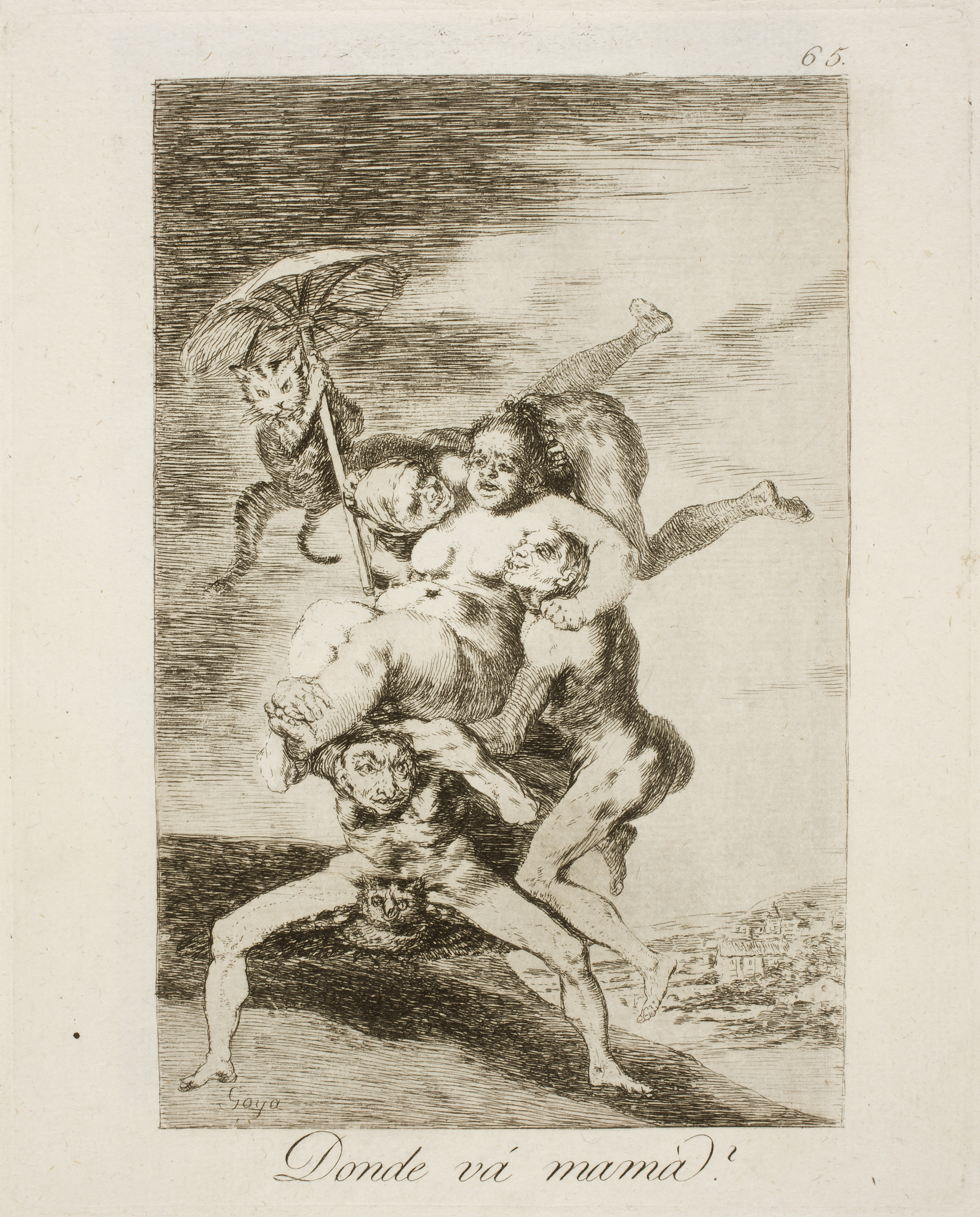
第65番「ママ、どこへ行くの」
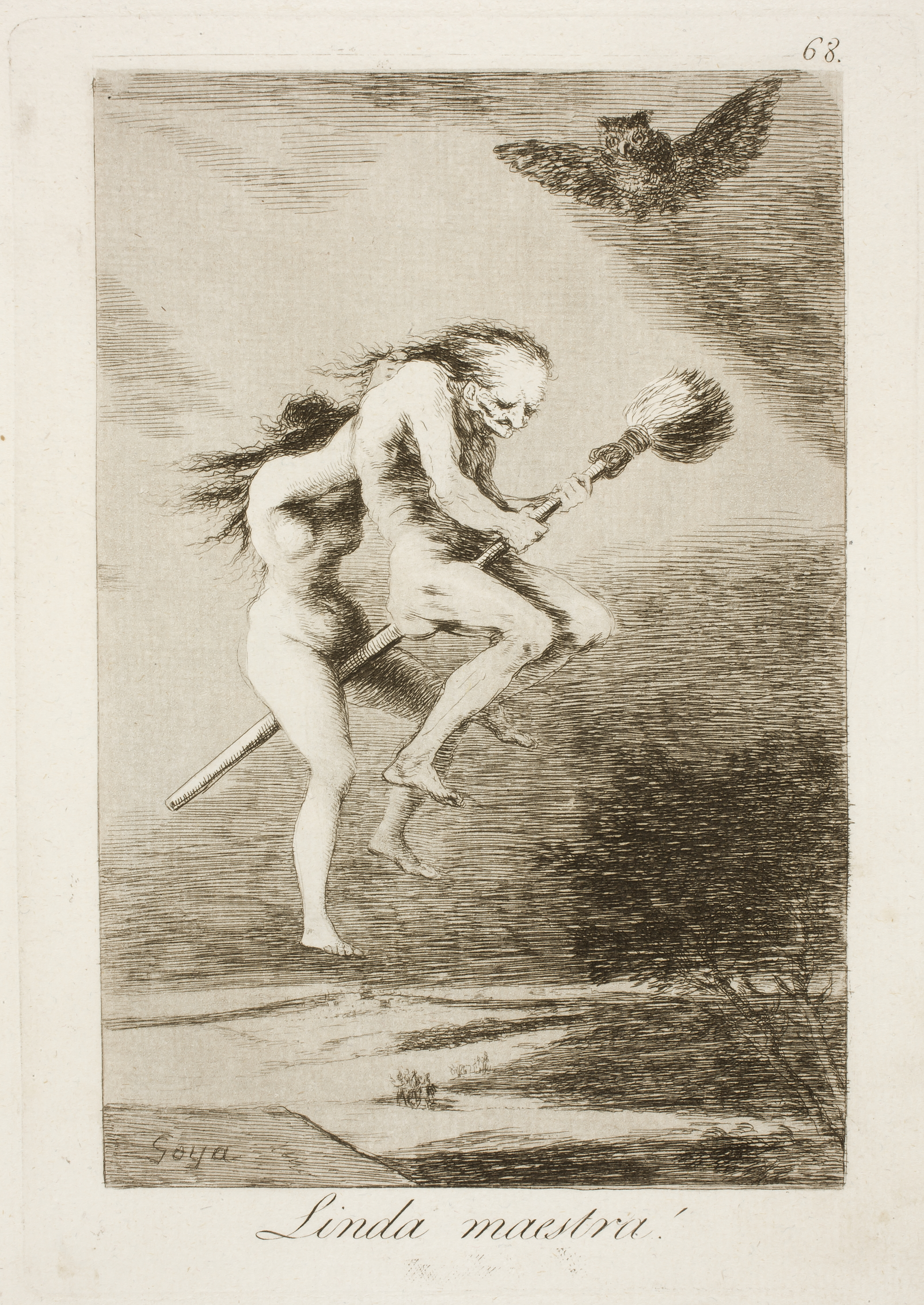
第68番「美しき女教師」
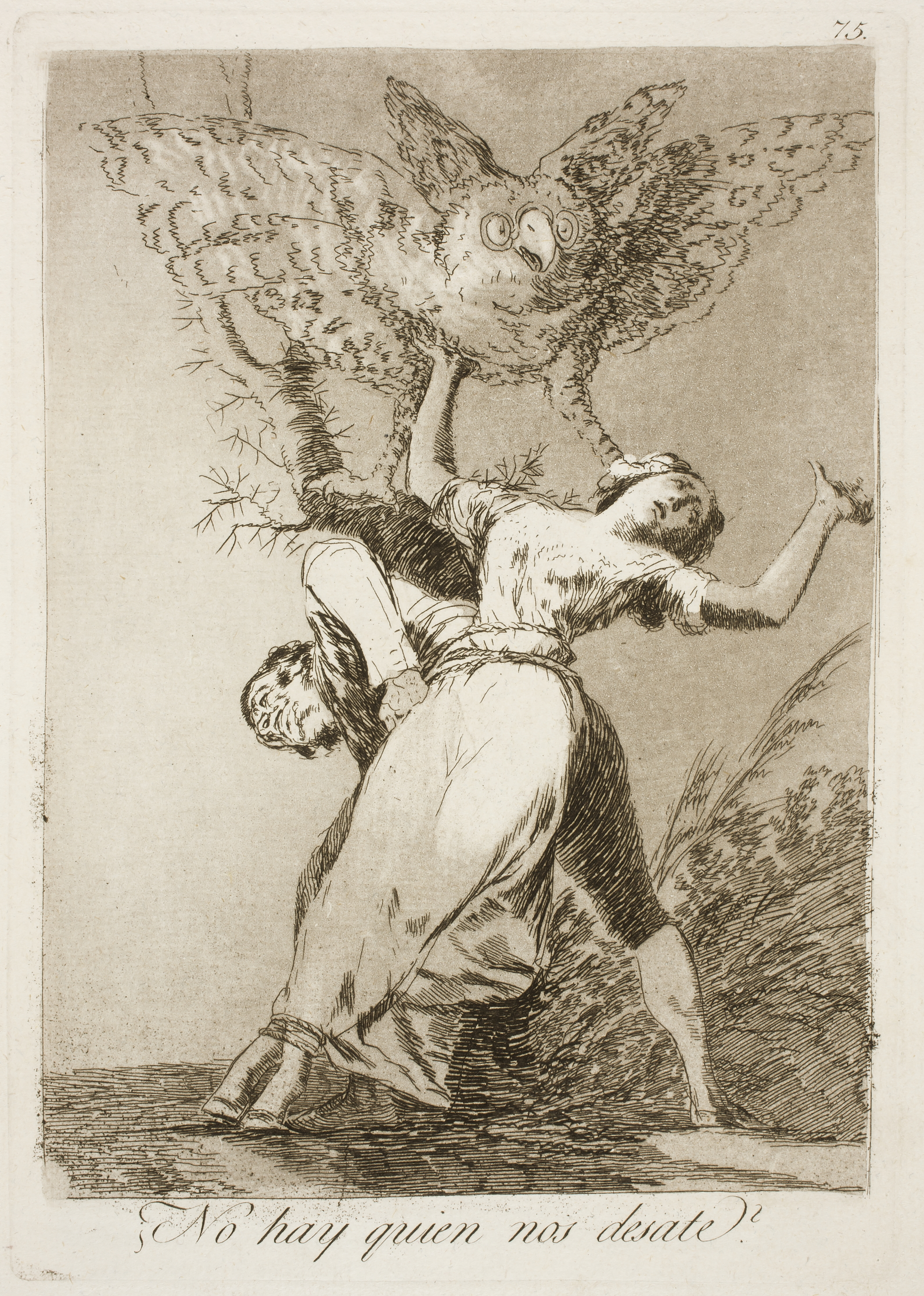
第75番「われわれを解き放してくれる者はいないのか」